# Kunst- und Kulturpädagogisches Zentrum der Museen in Nürnberg
Das Kunst- und Kulturpädagogische Zentrum der Museen in Nürnberg (KPZ) ist ein zentraler museumspädagogischer Dienst in der Metropolregion Nürnberg. Die gemeinsame Einrichtung der Stadt Nürnberg und des Germanischen Nationalmuseums betreut über ein Dutzend Museen und Ausstellungsorte.

## Geschichte
1968 wurde das Kunstpädagogische Zentrum (KPZ) als Gesellschaft des bürgerlichen Rechts vom Germanischen Nationalmuseum und der Stadt Nürnberg gegründet, 1969 nahm es seine Arbeit auf. Mit einem eigenen Bildungsauftrag versehen sollte es „ … die Kenntnis der Kunst, Kultur und Geschichte von der Frühgeschichte bis zur Gegenwart erweitern und vertiefen.“ Zur Erfüllung dieses Bildungsauftrags sollte das KPZ sich vornehmlich der Ausstellungen und Sammlungen in Nürnberg bedienen.
1982 wurde die Abteilung „Erwachsene und Familien“ eingerichtet. 1984 gestaltete das KPZ mit „Merhaba - Leben und Arbeiten in der Türkei“ im GNM eine der ersten kulturgeschichtlichen  Ausstellungen zur Migration aus der Türkei. 2002 erfolgte die Umbenennung in „Kunst- und Kulturpädagogisches Zentrum der Museen in Nürnberg“. Der eigene Bildungsauftrag wurde aufgegeben zugunsten der Integration in den allgemeinen musealen Bildungsauftrag.

## Arbeitsorte
Arbeitsorte sind das Albrecht-Dürer-Haus, das Dokumentationszentrum Reichsparteitagsgelände, das Germanische Nationalmuseum, das KunstKulturQuartier mit Kunsthaus, Kunsthalle und K4, das Museum für Kommunikation Nürnberg, das Museum Industriekultur mit Schulmuseum, das Museum Tucherschloss, das Spielzeugmuseum und das Stadtmuseum Fembohaus.

## Kulturprojekte
Das KPZ wirkt mit bei stadtübergreifenden Kulturprojekten in der Metropolregion Nürnberg, so z. B. bei Blaue Nacht, „Dürer-Stadt Nürnberg“ und „Da sein. Nürnbergs Wandel durch Migration“.